# Association Laurette Fugain
Pour les articles homonymes, voir Laurette et Fugain.
L'association Laurette Fugain est une association qui a pour but de lutter contre les leucémies. Elle doit son nom à Laurette Fugain, la fille de Stéphanie Coquinos et Michel Fugain, emportée en 2002 par une leucémie à l'âge de 22 ans.
L'association porte ce combat avec une triple ambition (cf. Dossier de presse de l’association) :
- soutenir la recherche médicale pédiatrique et adulte sur les leucémies en finançant des projets et en étant le porte-parole auprès du grand public et des pouvoirs publics. L’association consacre la majorité de ses ressources au financement de la recherche sur les leucémies et maladies du sang, soit plus de 500 000 euros par an. En outre, différents prix sont décernés annuellement afin de récompenser les hommes et les femmes qui s’engagent auprès des patients ;
- mobiliser autour des Dons de Vie[5] (sang, plaquettes, moelle osseuse), en sensibilisant le grand public sur son rôle citoyen et en informant sur les Dons de Vie (nature, rôle et accès pratique), contribuant à sauver les patients atteints de leucémie et de bien d’autres maladies/accidents ;
- aider les patients et les familles en apportant soutien et réconfort, pour améliorer le quotidien et la prise en charge des malades en participant à la réalisation de projets de solidarité (sorties, sport à l'hôpital, etc.), en développant un soutien psychologique (forum sur son site Internet, etc.) ainsi qu’en apportant un soutien matériel (équipement des services hospitaliers, etc.).

L’association peut se prévaloir d’une reconnaissance du milieu médical et des instances officielles : agréments de l’Éducation nationale et du ministère de la Santé, agrément du projet « 18 ans, c’est le moment » par le ministère de l’Éducation nationale, obtention du label Grande cause nationale en 2009, etc. Ces distinctions font de l’association une structure reconnue dans la lutte contre les leucémies.
S'appuyant sur plusieurs centaines de bénévoles, sept salariés et un réseau de six antennes en France, l'association met en œuvre au quotidien tous les moyens à sa disposition pour remplir les missions qu'elle s'est fixées.

## Histoire
D’après le site de l’association, son combat se fonde sur le constat suivant : « on sait encore trop peu qu’il est à la portée de chacun d’entre nous d’aider les malades atteints de leucémie, de cancer et de bien d’autres pathologies à combattre leur maladie, tout simplement en donnant un peu de soi (sang, plaquettes, plasma, moelle osseuse, sang de cordon ombilical et organes). Cette prise de conscience parvient encore trop souvent uniquement lorsque l’on est confronté à la maladie. »
L’association Laurette Fugain est créée en septembre 2002 à l’initiative de Stéphanie Fugain, à la suite du décès de sa fille Laurette d’une leucémie. C’est en premier lieu la nécessité perçue d’informer sur les Dons de Vie qui a rassemblé les membres fondateurs de l’association Laurette Fugain pour faire prendre conscience à tous que donner son sang, ses plaquettes, sa moelle osseuse peut sauver des vies.
Devant le soutien apporté par le grand public, les médias, les médecins, la mission de l’association s’est progressivement ouverte à l’aide à la recherche médicale ainsi qu’aux actions destinées aux malades et à leurs proches, afin d’avoir une action globale sur le thème des leucémies et des maladies hématologiques.

## Missions
L’association Laurette Fugain lutte contre les leucémies. Elle agit pour soutenir et financer la recherche médicale, aider les malades et les familles, et informer et sensibiliser aux Dons de Vie, estimant que chacun peut agir et apporter de l’espoir aux personnes qui luttent tous les jours contre la maladie. Elle mène son action pour que la déficience en dons de sang, de plaquettes, de moelle osseuse, ne puisse plus être un obstacle à la guérison des malades.
La collecte du sang et de ses composants est assurée en France par les différentes structures locales de l’Établissement français du sang (EFS). Ces structures alimentent quotidiennement les services hospitaliers. Or, selon les caractéristiques des malades, les périodes de l’année, ou selon les régions, ces services sont confrontés à de réels déficits en dons. Faciliter le passage de la “bonne intention” à l’action est donc l'un des objectifs de l'association, pour multiplier les donneurs et les inscriptions aux fichiers de donneurs.

### Recherche médicale
L’association consacre la plus grande part de ses ressources au soutien à la recherche médicale sur les leucémies, en collectant des fonds pour financer ses projets et en étant son porte-parole auprès du grand public et des pouvoirs publics,.
Elle aide aussi les patients, les proches, les médecins et chercheurs à informer les donateurs et le grand public des progrès réalisés.

#### Création du Conseil scientifique et médical (CSM) et financement des projets de recherche sélectionnés
À la suite d'un appel d’offres auprès de la communauté scientifique, les financements (500 000 euros par an minimum) sont alloués par le Conseil d’administration de l’association Laurette Fugain en s’appuyant sur les propositions de son CSM, regroupant un collège de médecins et chercheurs renommés en hématologie.

#### Prix Laurette Fugain
Le Prix Laurette Fugain (7 500 euros pour chaque catégorie : recherche fondamentale et recherche clinique) est remis à de jeunes chercheurs en hématologie lors du congrès annuel de la Société française d’hématologie.

#### Bourse Jeunes chercheurs espoir
La Bourse Jeunes chercheurs espoir, 2 500 euros par lauréat, est une aide pour permettre à de jeunes hématologistes de poursuivre leur engagement dans la lutte contre la leucémie.

### Mobiliser autour des Dons de Vie

#### Donner une vitrine médiatique aux Dons de Vie
- Campagnes médias de sensibilisation aux Dons de Vie[14],[15],[16],[17] et films : Regarde-Moi en 2016[18], Le pouvoir de lui redonner la Vie en 2017[19],[20], Offrons-lui plus que des rêves en 2018[21],[22],[23], tous primés[24], et en 2020 Devenez acteur de leur combat [25], puis en 2021 L’appel aux dons de Charles[26]
- Interventions médiatiques de Stéphanie Fugain[27]
- Travail permanent auprès des institutions politiques (information, législation, etc.).

#### Transmettre le message des Dons de Vie dans le quotidien
- Interventions dans les entreprises et les établissements scolaires[28],[29],[30]
- Projet  « 18 ans, c’est le moment »[31] qui offre aux enseignants les outils nécessaires pour sensibiliser les lycéens. Lancée fin 2010 dans l’académie de Toulouse, puis Toulouse et Créteil en 2011, cette initiative a obtenu l’agrément du ministère de l’Éducation Nationale et le soutien du ministère de la Santé
- Création de supports de communication ludiques, tels que les ‘'Aventures du Professeur Leucémix’’ (BD Tome 1 : Plaquettes[32], Tome 2 :  Moelle Osseuse[33]), ou le livret et le dessin animé « Et si on s’parlait des dons de vie ? » (en partenariat avec l’association Les Petits Citoyens)[34],[35],[36]
- Participation à des manifestations pour sensibiliser : stands d’information, évènements sportifs (Marathons de Paris & Toulouse, 24h du Mans Rollers, Course des Héros, etc.)[37],[38],[39],[40],[41],[42]

#### Favoriser, faciliter les dons
Par ailleurs, d’autres efforts sont consacrés à la facilitation des Dons de Vie :
- inciter les entreprises à ne pas décompter le temps qu'un employé consacre à aller donner ;
- améliorer les conditions d’accueil des donneurs dans les centres de prélèvement : lecteurs DVD, DVD, etc., mais aussi mise en œuvre de Samedis Violets (prise en charge par l’association de l’inscription en amont et de l’animation le jour du don pour favoriser « l’expérience donneur »)[43] ;
- favoriser la mise à disposition de véhicules pour transporter les donneurs de leur entreprise au centre de prélèvement (à la suite d'un projet pilote en 2005, deux centres EFS d’Île-de-France ont acquis ces véhicules).

### Apporter soutien et réconfort
Afin de lutter contre l’isolement des malades, que ce soit durant leur période d’hospitalisation ou bien à leur retour au domicile entre deux traitements, l’association Laurette Fugain agit pour leur apporter un soutien moral et matériel, en aidant au développement de projets de solidarité.

#### Évasion
L’association organise des sorties pour les malades et leurs familles (participation à des émissions et spectacles, sorties (Roland Garros...), matchs de football, golf, expositions, baptêmes en voiture de course (24h du Mans), parcs d’attraction, goûter de Noël, etc.
L'association mobilise aussi, en particulier les jeunes, sur les réseaux sociaux pendant l'été pour rompre l'isolement des patients, avec les campagnes Cœur Postal et 1.2.3 Soleil

#### Soutien psychologique et juridique
L’association a mis en place un forum d'échanges et de partage d'expérience, complété par les conseils d’un juriste.
Des projets sont développés par ailleurs dans les services, notamment le sport à l'hôpital ou l’accompagnement par des robots (projet No Isolation)[réf. souhaitée].
L’association a également collaboré avec l’association Sparadrap dans le cadre de la rédaction de certaines fiches explicatives, notamment une dédiée au myélogramme.

#### Soutien matériel
Grâce aux dons gracieux de partenaires, l’association participe à l’équipement des lieux de prélèvement et des services hospitaliers : TV, DVD, jouets, matériel de sport, frigos, , etc.,

#### Bourse Nicolas
La Bourse Nicolas a pour objet d’apporter un soutien pour la formation du personnel infirmier et l'échange des bonnes pratiques.

#### Prix Isabelle
Le Prix Isabelle, destiné à récompenser les initiatives du personnel infirmier, est remis annuellement lors du Congrès de la Société Française d’Hématologie (SFH).
Le prix Isabelle est destiné à reconnaître l'implication humaine et professionnelle des équipes infirmières au sein d'un service d'hématologie pédiatrique ou adulte. Il récompense et finance la réalisation d'un projet qui peut avoir pour objectif :
- l'amélioration de la qualité des soins offerts aux patients (adultes ou enfants).
- l'optimisation du quotidien des malades (sur le plan matériel et/ou psychologique) ou bien de l'équipe soignante.

|             | Gagnant(e)                                              | Lieu                                                                                      | Projet                                                                       | Descriptif |
| 2006        | Sophie Pouzols                                          | Service hématologie adultes de l’hôpital de Purpan à Toulouse                             | « Salon des familles »                                                       | Les accompagnants ont besoin de pouvoir s’isoler, reprendre des forces, se détendre, pour s’armer de nouveau de courage ; le service a pu, grâce à la dotation Prix Isabelle, créer un salon réservé aux familles. Un espace convivial, chaleureux et agréable, une parenthèse… |
| 2007        | Violaine Raynaud                                        | Service des maladies du sang et de thérapie cellulaire de l’hôpital Saint-Antoine à Paris | « Carnet de suivi post Greffe »                                              | Nommée par l'un de ses patients, elle a pour projet de réaliser un carnet de suivi post greffe, un petit classeur regroupant les informations prépondérantes dans le cadre du suivi. Ce carnet, que le patient emmènera partout avec lui, l'aidera à mieux vivre sa greffe et à mieux en accepter les contraintes. |
| 2008        | Céline Javiot et Maryline Pierre                        | Service d’hématologie pédiatrique de l’hôpital Arnaud de Villeneuve de Montpellier        | « Alchimie infirmières / clowns en service de greffe »                       | Attentifs aux clowns, les enfants sont plus coopératifs lors des soins douloureux (l'action des clowns permet d'évacuer stress et angoisse). L'équipe a souhaité aller plus loin : les clowns sont aussi présents en salles de soins, lors des gestes douloureux. Un projet qui mène à une meilleure acceptation du soin (continuité rassurante par le jeu, imaginaire, création d'un rituel, exutoire, confort affectif). |
| 2009        | Valérie Souyri et toute l’équipe soignante              | Service d’hématologie pédiatrique de l’hôpital Robert-Debré à Paris                       | « Hypno-analgésie »                                                          | Au sein du service enfants de 0 à 18 ans, l'équipe a testé les bienfaits de l'hypno-analgésie lors des soins douloureux. Cette technique participe également à créer une émulation au sein du service et une connivence patients-soignants-familles. Pour améliorer la prise en charge de la douleur, la dotation Prix Isabelle va ainsi permettre le financement de la formation de 15 personnes au sein de l’équipe soignante. |
| 2010        | Sandra Collet et toute l’équipe soignante               | CHU de Limoges                                                                            | « Un jardin secret en chambre stérile »                                      | Les chambres stériles du service sont enclavées, la luminosité naturelle y est réduite et la vue peu agréable. Certains enfants y passent de nombreuses semaines, voire plusieurs mois, sans pouvoir en sortir. Le projet : réaménager les espaces verts vus par les enfants, les rendre plus attrayants en toutes saisons, avec deux idées : 1. plantation de végétaux embellissant l'espace toute l'année : des plantes grimpantes habillent les murs en béton particulièrement tristes ; 2. installation de mobiles pour créer une animation au gré du vent, constitués de dessins réalisés par les enfants malades. |
| 2011        | Équipe soignante du centre Antoine-Lacassagne           | Centre Antoine-Lacassagne (Nice)                                                          | « Favoriser l'activité physique en unité protégée de service d'hématologie » | Chaque patient reste en moyenne 3 à 6 semaines isolé en chambre stérile, générant une fonte musculaire qui retarde souvent la reprise d'autonomie, voire le retour à domicile. Ce projet d'activité physique s’articule autour 1. d’un poste supplémentaire de kinésithérapeute pour donner des conseils et enseigner des exercices adaptés à chaque patient, 2. d’une fiche d'exercices afin que le patient puisse se remémorer ces exercices, et 3. six pédaliers pour travailler les membres inférieurs en restant au fauteuil.                                                                                      |
| 2012        | Mickael Christien et toute l’équipe soignante           | Service d'hématologie clinique adultes, CHU de Rennes                                     | « Faire venir la Ville dans l'hôpital »                                      | Projet d’accueil du festival Cinéma de la Ville « Travelling Édimbourg & Glasgow Junior » au sein même du service, permettant ainsi que le patient à l’hôpital ne soit plus exclu de la vie publique, et puisse participer activement à la vie culturelle de la cité. |
| 2013        | Corinne Grousseau Royer et toute l’équipe soignante     | Service hématologie oncologie, CHU de Poitiers                                            | « Une équipe de choc pour des chapeaux chics »                               | Projet d’ateliers de confection de chapeaux, casquettes et bérets, animés par des étudiants bénévoles, afin de dédramatiser les conséquences esthétiques et psychologiques de la perte de cheveux induite par les traitements chimiothérapeutiques, et de proposer des moments de convivialité et d’évasion aux malades. |
| 2014        | Julie Soler, Marine Galiano et toute l’équipe soignante | Service hématologie, CHU La Timone                                                        | « Le squat »                                                                 | Projet à destination des adolescents, "le squat" a pour objectif de créer dans le service un espace de jeux et d’échange réservé aux adolescents. |
| 2015        | Clémence Loetscher et toute l’équipe soignante          | Service hématologie, CHU de Besançon                                                      | « Accompagnement de l'enfant gravement malade par la création d'un récit »   | Avec l'association Traces de Vie ; une biographe hospitalière accompagne les enfants dans leur écriture (conte illustré, lettre, carnet de voyage... édité gratuitement en plusieurs exemplaires) ; pour mettre des mots sur les maux en racontant son expérience, ou détourner l'attention de la maladie en construisant l'histoire de son héros personnel imaginaire. |
| 2016 (1)    | Véronique Tanguy et toute l’équipe soignante            | Service oncohématologie pédiatrique, Hôpital Trousseau                                    | « Un peu d’art brut »                                                        | Ateliers créatifs (1à5 enfants, 2h) détournant le matériel médical : permet de s’évader, s’exprimer artistiquement, et dédramatiser/détourner le matériel médical pour l’apprivoiser. |
| 2016 (2)    | Noella Manguin et toute l’équipe soignante              | Service hématologie pédiatrique, Hôpital universitaire Robert-Debré                       | « Informer les enfants sur la cryopréservation de la fertilité »             | Création de 2 outils (2-4 & 5-9 ans) interactifs adaptés pour informer les enfants, exposés à des risques très élevés de stérilité lors d’une greffe. L’enfant a besoin de comprendre ce qu’il entend et vit, limitant ainsi l’anxiété et préparant l’avenir. |
| 2017        | Toute l’équipe soignante                                | Service hématologie pédiatrique, CHU de Lille                                             | « Un petit plat comme à la maison »                                          | Les chimiothérapies modifient l’odorat et le goût, engendrant perte d’appétit et de poids, et fragilité accrue. Ces ateliers permettent aux enfants de retrouver le plaisir de manger, et aux parents de se connaître et partager autour d’un moment positif. |
| 2018 & 2019 | Toute l’équipe soignante                                | Service protégé d’hématologie « Oasis », Margency                                         | « Améliorer le quotidien des jeunes patients isolés »                        | Des activités ludiques et innovantes imaginées par 7 soignants et proposées sur des temps courts, que le jeune peut ensuite poursuivre sans le soignant et suivie malgré leur relève. |
| 2020        | Toute l’équipe soignante                                | Service hématologie pédiatrique, Centre Hospitalier François Quesnay Mantes               | « Des blouses colorées pour donner des repères aux enfants hospitalisés »    | Permettre aux enfants, et parents, de mieux identifier les personnels (pédiatres, infirmières, puéricultrices, psychologues, enseignants…) pour donner des repères face aux « blouses blanches », limiter l’anxiété et faciliter les échanges. |

#### Bourse Laurette pour l'Afrique
Laurette Fugain et le groupe franco-africain d'oncologie pédiatrique ont lancé leur bourse pour la formation d’infirmiers éducateurs. 
Elle offre au lauréat un stage de deux mois en France, avec l'objectif d'améliorer la prise en charge des cancers et leucémies de l’enfant en Afrique par l’acquisition d’une meilleure connaissance des traitements et des soins spécifiques, de la prise en charge de la douleur et de la relation d’aide aux enfants et aux familles, des connaissances que le lauréat-formateur pourra alors diffuser à son tour.

### Antennes
Depuis la création de l'association, des groupes de bénévoles se sont formés en province, permettant d'avoir un champ d'action national,,,. Certains, particulièrement actifs et ayant démontré leur sérieux et leur implication, ont souhaité devenir des antennes de l'association. En prenant en compte la qualité des démarches menées, le comité directeur de l'association a donc accepté de créer des relais officiels dans les villes de Bordeaux, La Guadeloupe, Lille, Lyon, Nice et Toulouse.
Les structures locales de l'association ne sont pas des associations indépendantes mais des délégations de l'association Laurette Fugain.

### Résultats
Depuis 2002, l’association est engagée dans la lutte contre les leucémies.
Ses actions d’information et de sensibilisation menées dans les médias, auprès des ministères et instances administratives ainsi que sur le terrain ont eu un impact sur le nombre de donneurs et d’inscrits au registre des donneurs de moelle osseuse sur tout le territoire.
Après plusieurs années d’engagement associatif, l’association Laurette Fugain agit pour donner une dimension plus large à la notion des Dons de Vie. C’est ainsi que le label « Grande Cause Nationale 2009 » a été attribué par le gouvernement français au collectif “Don de Vie, Don de Soi”, dont elle était membre et co-initiatrice avec la fondation Greffe de Vie. Cela s’est avéré être l’opportunité pendant toute une année d'une diffusion de l'information sur tous les dons. Cette vitrine a eu pour objectif d’augmenter de façon significative et dans la durée le nombre de nouveaux donneurs, et a représenté la première pierre d’un socle d’actions communes des membres du collectif menées de façon globale en faveur des Dons de Vie.
De 2004 à 2021, elle a pu financer 202 projets de recherche, dont la grande majorité a donné lieu à des publications dans des revues scientifiques françaises et internationales. Au total, environ 9,5 millions d’euros ont été reversés sur cette période grâce à la générosité du public et des entreprises partenaires.

## Événement annuel de l’association

### De 2003 à 2009: En marche contre la leucémie
Sur cette période, l’association Laurette Fugain a organisé une Marche de solidarité, ponctuée d’un spectacle de clôture réunissant de nombreuses personnalités. Toujours organisée en mai afin de rendre hommage au départ de Laurette, cette manifestation a accompagné et reflété le développement de l’association.
Les antennes se sont aussi mobilisées afin de donner une ampleur nationale au mouvement pour les Dons de Vie : marches, musiciens, chorales, jongleurs, champions de karaté, danseurs… rassemblant des centaines, voire des milliers de personnes.

### 2010: Cœur de Vies
Nouvelle décennie, nouveau concept afin de sensibiliser plus de personnes à l’importance des Dons de Vie. Associée à la Fondation Greffe de Vie et à l’Association Grégory Lemarchal, l’association Laurette Fugain a transformé la Marche annuelle en un grand événement public festif et un village d’information sur la place de l’Hôtel de Ville de Paris, un cœur de 12 m pulsant au rythme des animations : concerts et spectacles, jeu vidéo sur la leucémie, danseurs, espaces sportifs, maquillages pour les tout-petits, une course nocturne, une flash mob… et bien sûr de l'information sur les dons. Cœur de Vies, ce fut aussi 800 bénévoles mobilisés, quatre journées ouvertes au public, une fréquentation nouvelle avec des personnes ne connaissant pas les Dons de Vie, un évènement relayé par de nombreux médias… Enfin, nouvelle forme de concrétisation : des centaines de personnes ont pu donner leur sang sur place grâce à deux camions de l’Établissement Français du Sang et s’inscrire sur le fichier des donneurs de moelle osseuse grâce à France Moelle Espoir,,,.

### 2012: spectacle Départ Immédiat!
Pour fêter ses 10 ans d'existence, l'association Laurette Fugain a réalisé un spectacle à l'Olympia appelé "Départ Immédiat !" écrit et mis en scène par Stéphanie Fugain et Rodolph Nasillski sur une idée originale de Stéphanie Fugain, réunissant 70 artistes : Anggun, Archimède, Tina Arena, Laurent Baffie, Jean-Marie Bigard, Michel Boujenah, Jeanne Cherhal, Julien Clerc, Gérard Darmon, Gad Elmaleh, Sofia Essaïdi, Liane Foly, Alexis Fugain, Marie Fugain, Steve Hewitt, Yves Jamait, Claire Keim, Norbert Nono Krief, Maxime Le Forestier, Le Jeune Ballet Européen, Nolwenn Leroy, Lys, Mimie Mathy, Maurane, Yannick Noah, Pascal Obispo, Ours, Pauline, Pierre Richard, Sanseverino, Élie Semoun, Hubert-Félix Thiéfaine, Zaz et Julie Zenatti. Élie Chouraqui assure la réalisation des séquences filmées, Matthieu Gonet est à la direction musicale et les lumières sont créées par Jacques Rouveyrollis.

### 2014-2015: Journées nationales contre la leucémie
Création par l'association Laurette Fugain et l'association Cent pour Sang La Vie des premières Journées Nationales Contre la Leucémie, visant à regrouper les acteurs dans ce domaine autour d'un double objectif : porter la cause à la connaissance du grand public et collecter de manière massive des fonds pour la recherche afin de financer des projets d’ampleur qui impacteront significativement les taux de guérison,,.

### 2017: Challenge Laurette Fugain – Grand Palais
Pour célébrer ses 15 ans de mobilisation, l’association a réuni patients et familles, partenaires, bénévoles et personnalités au sein du Grand Palais. Une journée qui a mobilisé plus d’une cinquantaine d’équipes participantes autour d'un challenge de pétanque indoor et de nombreuses animations pour collecter plus de 150 000 euros,,,Article Grand Palais Laurette Fugain sur Purepeople,

### 2019: Les 1ers Rendez-Vous Laurette Fugain
Samedi 23 novembre 2019 à la Maison de la Mutualité à Paris, l’association a organisé un événement inédit réunissant patients, anciens patients, proches, médecins, chercheurs et soignants.
L'objectif : donner toutes les clés pour mieux comprendre la maladie, le rôle de la recherche sur les leucémies et les progrès réalisés, ainsi que les espoirs et les innovations.
Les thématiques (la fertilité post-traitement, la communication avec les soignants, le rôle de l’activité sportive dans la prise en charge, les traitements CAR T-cells, la greffe, la génétique, les questions liées à la sexualité pendant et après la maladie…) étaient complétées par des espaces rencontre/accompagnement sur l’après-maladie, les proches et la gestion émotionnelle de la maladie.
Plus de 300 personnes ont pu ainsi échanger, partager et apprendre, en présence de sommités du monde médical et de la recherche enrichis des témoignages de patients et d’accompagnants.

### 2020: Les 2nds Rendez-Vous Laurette Fugain
Samedi 07 novembre 2020, la 2nde édition a été suivie en version digitale par 350 inscrits, patients, anciens patients, proches, médecins, chercheurs et soignants, permettant des échanges en deux temps : 
- Une matinée en « plénière » : Décryptage des dernières avancées majeures de la recherche 2020 ; La place des proches face à la leucémie ; L’hospitalisation à domicile ; Mieux vivre la greffe de moelle osseuse ; L’après-maladie.
- Des ateliers thématiques : La place du parent ; Estime de soi, image corporelle et sexualité ; Gérer émotionnellement la maladie, trouver les ressources ; Immunothérapie, Car-T Cells, thérapies ciblées ; La GVH ; Mieux vivre avec une leucémie chronique[76],[77],[78],[79].

## Ressources et financements
L’association agit au quotidien pour atteindre ses objectifs, dans le respect de valeurs fondamentales : éthique, efficacité, transparence et bonheur d’agir,. De nombreux acteurs viennent donner vie à l’association autour des salariés et des artistes qui soutiennent ce combat.

### Particuliers
Laurette Fugain est juridiquement une association, fidèle au principe fondateur de la loi de 1901, qui encourage les personnes à s'engager librement pour agir. Elle est ouverte à tous, sans barrière ni discrimination. Elle fonde l'engagement de ses bénévoles à travers la confiance et l’autonomie qu'elle leur accorde par des délégations de responsabilité importantes. De fait, une bonne partie de l’action de l’association repose sur l’engagement de plusieurs centaines de bénévoles. Ils donnent vie aux projets, les initient parfois. Plusieurs ont choisi d’approfondir leur engagement en devenant responsables d'activités menées par l’association : formation interne, interventions, sorties ou cadeaux pour les malades, évènements sportifs, etc.,

### Entreprises
Vecteurs incontournables de son combat, les entreprises aident l’association Laurette Fugain par :
- l'information et la sensibilisation aux Dons de Vie : accès à des espaces et des supports de communication, informer et permettre aux salariés qui le souhaitent d’aller donner sur le temps de travail sans décompte horaire[83]
- un soutien financier[84],[85],[86]
- la fourniture de services et matériels : impressions, papeterie, jeux, jouets, DVD, livres neufs, transporteurs, matériel informatique neuf, etc.[87],[88],[89]

## Combat autour de la leucémie
La leucémie contre laquelle lutte l'association Laurette Fugain est un cancer du sang et de la moelle osseuse qui touche environ 250 000 personnes dans le monde tous les ans et cause environ 4 000 décès par an en France, surtout chez les enfants et les personnes âgées. En 2002 et toujours actuellement, les causes de la maladie sont très peu connues. La leucémie n’est cependant ni héréditaire, ni contagieuse, mais chacun peut être touché.

### Rappels sur le sang
L’association s’attache à présenter de manière simple, claire et dynamique le fonctionnement de la maladie. La moelle osseuse est ainsi présentée comme une « usine » dans chacun des os qui produit les éléments trouvés dans le sang : 
- les globules rouges : ils ont pour rôle le transport et la distribution de l'oxygène à tout l'organisme ;
- les globules blancs : ils ont pour rôle de défendre l'organisme contre les microbes (bactéries, virus et champignons) ;
- les plaquettes : elles participent à la coagulation du sang.

L’association lutte aussi contre les idées reçues : ainsi, la moelle osseuse est présentée comme un tissu situé à l’intérieur des os et non dans la moelle spinale de la colonne vertébrale.

### Expliquer les traitements et les «Dons de Vie»
Avec le temps, l’association Laurette Fugain a étendu son combat à tous les Dons de Vie (sang, plaquettes, moelle osseuse...), devenus le cœur de son action sur le terrain auprès du grand public, des médias et des institutions. Ce terme Dons de Vie, développé en 2011, est utilisé en reprise de l’idée historique portée par l’association que ces dons contribuent à sauver la vie. Le pluriel est là pour marquer leur variété et leur égale importance.